# Lanquais
Lanquais – miejscowość i gmina we Francji, w regionie Nowa Akwitania, w departamencie Dordogne.
Według danych na rok 1990 gminę zamieszkiwało 527 osób, a gęstość zaludnienia wynosiła 36 osób/km² (wśród 2290 gmin Akwitanii Lanquais plasuje się na 694. miejscu pod względem liczby ludności, natomiast pod względem powierzchni na miejscu 776.).